# Wiesel
Wiesel (niem. łasica) – niemiecki lekki gąsienicowy pojazd opracowany w latach 70. Od lat 90. znajduje szerokie zastosowanie w armii niemieckiej, która używa wielu jego odmian.

## Historia
.

## Wersje
- Wiesel I
  -  Wiesel 1 Aufklärung – wersja rozpoznawcza
  -  Wiesel 1 ATM HOT – wersja przeciwpancerna wyposażona w wyrzutnię pocisków HOT
  -  Wiesel 1 Radar – wersja wyposażona w wielozadaniowy radar RATAC-S
  - Wiesel 1 ATM TOW – wersja przeciwpancerna wyposażona w wyrzutnię pocisków TOW
  - Wiesel 1 ATM TOW Resupply – wersja do transportu pocisków przeciwpancernych TOW
  - Wiesel 1 MK20 – wersja wsparcia ogniowego wyposażona w działko kaliber 20 mm
  - Wiesel 1 MK25 -wersja z działkiem 25 mm

- Wiesel II – wersja powstała przez powiększenie wersji Wiesel I m.in. poprzez dodanie piątego koła nośnego. Zastosowano nowy silnik stosowany także w samochodach Audi TDI. Na pojeździe zwiększono także opancerzenie i dodano klimatyzację.
  - Wiesel 2 BF/UF (LeFlaSys Command) – centrum dowodzenia obrony przeciwlotniczej
  - Wiesel 2 AFF (LeFlaSys Radar) – wersja wyposażona w radar służący do wykrywania celów powietrznych
  - Wiesel 2 Ozelot (LeFlaSys Launcher) – wersja wyposażona w wyrzutnię pocisków przeciwlotniczych
  - Wiesel 2 Ambulance
  - Wiesel 2 APC – wersja do transportu 4 żołnierzy
  - Wiesel 2 Command – centrum dowodzenia
  - Wiesel 2 Mortar – wersja wyposażona w moździerz 120 mm
  - Wiesel 2 Argus – wersja rozpoznawcza
  - Wiesel 2 Carrier – wersja amunicyjna
  - Wiesel 2 Pionier – wersja rozpoznania inżynieryjnego
  - Wiesel 2 Primus – wersja służąca do rozpoznania i kierowania ogniem
  - Wiesel 2 ATM HOT – wersja przeciwpancerna wyposażona w wyrzutnię pocisków przeciwpancernych HOT